# Roberto Rotatori
Roberto Rotatori (Milán, 14 de noviembre de 1967) es un jinete italiano que compitió en la modalidad de concurso completo.
Ganó dos medallas en el Campeonato Europeo de Concurso Completo, plata en 2009 y bronce en 2007. Participó en los Juegos Olímpicos de Pekín 2008, ocupando el sexto lugar en la prueba por equipos.

## Palmarés internacional
| Campeonato Europeo | Campeonato Europeo          | Campeonato Europeo | Campeonato Europeo |
| Año                | Lugar                       | Medalla            | Categoría          |
| ------------------ | --------------------------- | ------------------ | ------------------ |
| 2007               | Pratoni del Vivaro (Italia) | Medalla de bronce  | Por equipos        |
| 2009               | Fontainebleau (Francia)     | Medalla de plata   | Por equipos        |